# Margarida de Huntingdon
Margarida de Huntingdon o Margarida d'Escòcia (anglès: Margaret of Huntingdon) (1145 - 1201), fou una princesa escocesa, filla segona d'Enric de Northumberland, comte de Northampton, de Huntingdon i de Northumberland, i d'Ada de Warenne. Va ser duquessa consort de Bretanya i comtessa de Richmond de 1160 a 1171 pel seu matrimoni amb Conan IV de Bretanya així com comtessa de Hereford pel seu matrimoni amb Humphrey de Bohun.

## Biografia

### Família
Margarida va néixer el 1145. Era la segona filla d'Enric de Northumberland. el fill del rei David I d'Escòcia i de Maud de Huntingdon. Marguerida tenia una germana més gran, Ada i va tenir dues germanes més joves, Matilde i Marjoria. Dos dels seus germans, Malcolm i Guillem, van ser reis d'Escòcia. El seu altre germà, David, va ser comte de Huntingdon de 1185 a 1219. Els seus avis materns foren Guillem II de Warenne, segon comte de Surrey, i Isabel de Vermandois, filla petita del rei Enric I de França.

### Unions i descendència
El 1160, Margarida es va casar en primeres noces amb Conan IV de Bretanya, duc de Bretanya i comte de Richmond amb el que va tenir a:
- Constància (12 Juny de 1161 - 5 de setembre de 1201), duquessa de Bretanya.

Conan va morir el 1171 i Marguerida va quedar vídua a l'edat de trenta-sis anys. Poc abans de Pasqua 1171, es va casar en segones noces amb Humphrey de Bohun, fill d'Humphrey de Bohun i de Margarida de Gloucester. Fou llavors comtessa de Hereford. Va tenir llavors a:
- Enric de Bohun, comte de Hereford.
- Matilda.[2]

Margarida va morir el 1201 i fou inhumada a l'abadia de Sawtry al comtat de Huntingdonshire.

## Font
Wikipèdia en anglès.